# آلکوکسید

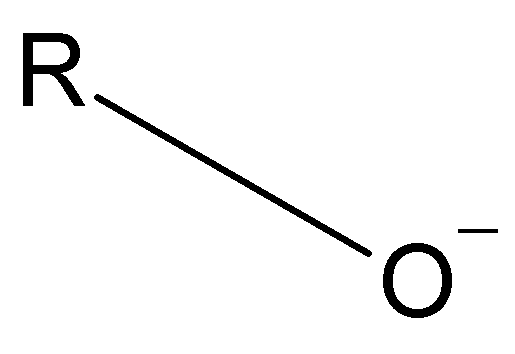
ساختار یک گروه آلکوکسید نوعی.

آلکوکسید یک باز مزدوج از یک الکل می‌باشد  و بنابراین از یک گروه آلی متصل به یک اتم اکسیژن با بار منفی تشکیل شده‌است.
یک گروه آلکوکسید را می‌توان با -RO نشان داد، که در آن R نشان دهندهٔ یک ترکیب آلی می‌باشد،  آب و آلکوکسیدها امتزاج‌ناپذیر هستند.
در فرایند سل- ژل امروزه مسیر الکوکسید بیشتر مورد توجه قرارگرفته‌است و اکثر کارهای انجام شده در این زمینه با استفاده از الکو کسیدها به عنوان پیش ماده بوده‌است. زیرا الکوکسید منبع مناسبی برای مونومرهای معدنی هستند و همچنین در مسیر الکوکسید، به وسیلهٔ روش‌های شیمیائی مثلاً با کنترل سرعت واکنش ئیدرولیز و تراکم بهتر می‌توان سرعت واکنش‌های کلی را کنترل کرد. بنابراین شیمی فرایند  سل- ژل براساس الکوکسید آسان‌تر از پدیده‌های شیمی کلوئیدی مثل بارهای سطحی با گونه‌های جذب شده روی سطح ذرات قابل کنترل است. علاوه بر آن مسیر الکوکسید امکان تهیه محصولات با درجه خلوص و همگنی بالا در دمای پائین تر را میسر می‌سازد.